# Spectres
Spectres — пятый студийный альбом Blue Öyster Cult, выпущенный в ноябре 1977 года. Включающий в себя регулярно исполняющийся на концертах большой хит «Godzilla», альбом в январе 1978 года получил статус золотого.
На обложке запечатлены лазеры Blue Öyster Cult, которые они использовали во время концертов. 13 февраля 2007 года на CD была выпущена ремастеринговая версия, которая включала в себя в качестве бонус-треков ранее неиздававшийся материал, — сессии к Spectres.

## Кавер-версии
- Кавер-версия песни «Godzilla» встречается в видеоигре Guitar Hero. Мастер-трек представлен в Guitar Hero: Smash Hits и в качестве загружающего контента для серии Rock Band.
- В 2000 году группа Thunderpuss[англ.] сделала различные ремиксы на «Godzilla», включая Radio Mix (03:13), Extended Mix (05:25), Atomic Funky Dub (05:27) и Thunderpuss 2000 Club Mix (06:12)
- Акира Ямаока при помощи Мэри Элизабет Макглинн сделал свою кавер-версию на «Godzilla» для заключительной темы фильма «Юлия Икс», вышедшего в 2011 году.
- Американская джем-группа moe.[англ.] регулярно исполняла «Godzilla» на своих концертах.
- Концертный кавер на «Godzilla» также сделал Себастьян Бах; он вошёл в его альбом 1998 года Bring ’Em Bach Alive![24].
- «Goin’ Through the Motions» позже перепела Бонни Тайлер для своего альбома Faster Than the Speed of Night.

## Список композиций
| №  | Название                | Текст песни                   | Ведущий вокал | Длительность |
| -- | ----------------------- | ----------------------------- | ------------- | ------------ |
| 1. | «Godzilla»              | Дональд Розер                 | Розер         | 3:41         |
| 2. | «Golden Age of Leather» | Розер, Брюс Эббот             | Розер         | 5:53         |
| 3. | «Death Valley Nights»   | Альберт Бушар, Ричард Мельцер | A. Бушар      | 4:07         |
| 4. | «Searchin’ for Celine»  | Аллен Ланьер                  | Эрик Блум     | 3:35         |
| 5. | «Fireworks»             | A. Бушар                      | A. Бушар      | 3:14         |

| №   | Название                    | Текст песни             | Ведущий вокал | Длительность |
| --- | --------------------------- | ----------------------- | ------------- | ------------ |
| 6.  | «R. U. Ready 2 Rock»        | A. Бушар, Сэнди Пёрлмен | Блум          | 3:45         |
| 7.  | «Celestial the Queen»       | Джо Бушар, Хелен Уиллс  | Дж. Бушар     | 3:24         |
| 8.  | «Goin’ Through the Motions» | Блум, Иэн Хантер        | Блум          | 3:12         |
| 9.  | «I Love the Night»          | Розер                   | Розер         | 4:23         |
| 10. | «Nosferatu»                 | Дж. Бушар, Уиллс        | Дж. Бушар     | 5:23         |

| №                   | Название                          | Текст песни                            | Ведущий вокал       | Длительность |
| ------------------- | --------------------------------- | -------------------------------------- | ------------------- | ------------ |
| 11.                 | «Night Flyer»                     | Дж. Бушар, Мюррей Крюгман              | Розер               | 3:48         |
| 12.                 | «Dial M for Murder»               | Розер                                  | Блум                | 3:11         |
| 13.                 | «Please Hold»                     | A. Бушар                               | Ланьер              | 2:47         |
| 14.                 | «Be My Baby» (кавер The Ronettes) | Джефф Барри, Элли Гринвич, Фил Спектор | Блум                | 3:01         |
| Общая длительность: | Общая длительность:               | Общая длительность:                    | Общая длительность: | 53:16        |

## Участники записи
Blue Öyster Cult:
- Эрик Блум[англ.] — гитара, вокал
- Дональд «Бак Дхарма» Розер — соло и ритм-гитара, вокал
- Аллен Ланьер — клавишные, гитара, вокал
- Джо Бушар[англ.] — бас-гитара, гитара, вокал
- Альберт Бушар[англ.] — ударные, гармоника, вокал

Дополнительные музыканты:
- Ньюаркский хор мальчиков — вокал на «Golden Age of Leather»

| Производственный персонал: - Мюррей Крюгман — продюсер - Сэнди Пёрлмен — продюсер - Дэвид Лукас — продюсер - Шелли Якус — звукоинженер, микширование - Джон Джансен — звукоинженер - Корки Стасиак — звукоинженер - Том Панунцио — звукоинженер - Энди Абрамс — звукоинженер | Производственный персонал: - Грэй Расселл — ассистент звукоинженера - Дэйв Тонер — ассистент звукоинженера - Джей Крюгман — ассистент звукоинженера - Род O’Брайен — ассистент звукоинженера - Сэм Гинсберг — ассистент звукоинженера - Джо Брешио — мастеринг-инженер - Рони Хоффман — дизайн - Эрик Меола — фотографии - Дэвид Инфанте — лазерные эффекты и помощник по фотографиям |

## Чарты

### Альбом
| Год  | Чарт                   | Позиция |
| ---- | ---------------------- | ------- |
| 1977 | Swedish Albums Chart   | 47      |
| 1978 | Billboard 200 (США)    | 43      |
| 1978 | RPM100 Albums (Канада) | 58      |
| 1978 | UK Albums Chart        | 60      |

## Сертификации
| Регион                                                      | Сертификация | Продажи  |
| ----------------------------------------------------------- | ------------ | -------- |
| США (RIAA)                                                  | Золотой      | 500 000^ |
| ^ Данные о тиражах приведены только на основе сертификации. |              |          |